# Philippe Pibarot
Pour les articles homonymes, voir Pibarot.
Philippe Pibarot, né à Toulon en 1964, est un cardiologue et chercheur français naturalisé canadien. Après une formation initiale comme vétérinaire, il s'est intéressé à la cardiologie humaine et est devenu un chercheur de premier plan en cardiologie (sans être médecin). Philippe Pibarot pratique également l'escalade de glace dans ses temps libres,.

## Honneurs
- 2025 - Prix Fondation - carrière en recherche de l'Université Laval [4]
- 2017 - Docteur honoris causa de l'université de Liège[5]
- 2010 - Prix d'excellence en recherche de la Société canadienne de cardiologie[6]
- 2010 - Annual Achievement Award de la Canadian Society of Echocardiography[7]
- 2006 - Prix André-Dupont du Club de recherches cliniques du Québec[1],[8]